# Dva bileta na dnevnoj seans
Dva bileta na dnevnoj seans (Два билета на дневной сеанс) è un film del 1966 diretto da Gerbert Moricevič Rappaport.